# Dagitab
Dagitab è un film del 2014 diretto da Giancarlo Abrahan.

## Trama
Mentre il matrimonio di due professori è sul punto di cadere a pezzi, la moglie viene trascinata in uno scandalo che coinvolge un giovane studente. D'altra parte, il marito si innamora di una divinità che gli appare come il fantasma di una vecchia fiamma.